# Oosseld
Oosseld  (ook geschreven als Oosselt en tevens bekend als Bloemenbuurt) is een wijk en voormalige buurtschap in de gemeente Doetinchem in de provincie Gelderland. Tot 1919 behoorde Oosseld bij de gemeente Ambt Doetinchem. Ook Koekendaal en Ter Gun zijn een deel van Oosseld.

## Geschiedenis
Bij de eerste volkstelling na de invoering van de Burgerlijke Stand telde Oosseld 79 huizen en ruim 580 inwoners. In 1870 waren er 741 inwoners en in 1890 was het aantal weer gedaald tot 572. De rooms-katholieke kerk in Ter Gun werd bediend door de pastoor van Wijnbergen in de voormalige gemeente Bergh.
Door de wijk loopt de spoorlijn Winterswijk - Zevenaar. Aan deze spoorlijn had het als buurtschap samen met Gaanderen een eigen stopplaats, te weten Stopplaats Gaanderen-Oosselt.
In 2006 is men begonnen met het opknappen van de verouderde delen van de wijk, door deze te slopen en er nieuwe woningen neer te zetten. Kenmerkend tijdens de sloop waren de 3 flatgebouwen aan de Leliestraat van 9 verdiepingen elk, aan de autosnelweg A18 (Arnhem-Varsseveld). In de Bloemenbuurt is ook het winkelcentrum compleet gerenoveerd.
In 2010 is de renovatie zo goed als gereed. Vroeger was Oosseld een echte volksbuurt, tegenwoordig is dit een stuk minder geworden door de vele nieuwbouw.
Centrum (7001) · Overstegen (7002) · Schöneveld & Muziekbuurt (7003) · Oosseld (7004) · Verheusweiden (7005) · De Huet, Het Weerdje (7006) · Dichteren, De Hoop en Wijnbergen (7007) · Heelweg en Keppelseweg (7008) ·
Bezelhorst en IJkenberg (Noord) (7009) · Gaanderen (7011) · Wehl (7030, 7031)